# タブリエ・マーケティング
タブリエ・マーケティング株式会社（英: Tablier Marketing. inc.）は、コスパ・タブリエ・グループ傘下の流通・販売会社である。本社は東京都渋谷区にある。

## 概要
2000年に株式会社ヴァニラとして設立し、2006年4月に現社名に変更した。
中核事業としてはキャラクターグッズのショッピングモール「ジーストア」を運営し、関連会社のコスパや他社などのキャラクターグッズ販売を手がける。また、各地に直営店「ジーストア」や株式会社コスパのオフィシャルショップを運営するほか、ホビーショップにインストア型ショップ「ジーゾーン」、2021年4月からは「ジーゾーン」を「"コスパ・デポ"＝コスパ補給基地」と名称を変更し設置・展開をおこなっている。
加えて、各地の「ジーストア」や協力店を会場として、アニメやゲーム、漫画作品などのポップアップショップやキャンペーンの企画、運営も行っている。
この他、コスパ製品の総販売元として各グッズショップに卸売業務を行うほか、携帯電話向けキャラクターコンテンツサイト「ジーステーション」の運営、フリーペーパー「ジープレス」の発行などを手がける。また、2005年には、タブリエ（現タブリエ・コミュニケーションズ）からメイド喫茶「キュアメイドカフェ」の委譲を受け、また2008年4月にはタブリエ・コミュニケーションズからコミュニティサイト「BEWE」の委譲を受けており、それぞれ運営をおこなった。
「BEWE」2006年9月末サービス終了、「ジープレス」は2021年4月の発行をもって定期刊行を終了している。

## 店舗
- ジーストア（キャラクターグッズ） - 秋葉原・大阪（日本橋）・名古屋（大須）・仙台・福岡（小倉）
- コスパオフィシャルショップ（公式キャラクターアパレル/グッズ「コスパ」「二次元コスパ」、公式キャラクターコスチューム衣装「コスパティオ」） 
  - 期間限定店舗：ナリタサテライトステーション
  - ジーストア内包：秋葉原・大阪・名古屋・仙台・小倉
- 東方やおよろず商店（東方混沌符、東方サプライグッズ、アクシアオリジナルグッズ） - 秋葉原（ジーストア内包）
- 闘魂SHOPサテライト（新日本プロレスグッズ） - 秋葉原・大阪・名古屋・仙台・小倉（いずれもジーストア内包）
- リトルワールド（ドール・ドール衣装） - 秋葉原・大阪・名古屋・仙台・小倉（いずれもジーストア内包）
- コスプレカウンター（コスプレ衣装・造形のフルオーダーサービス、衣装制作の窓口） - 秋葉原（ジーストア内包）
  - コスプレカウンターサテライト - 大阪・名古屋・仙台・小倉（いずれもジーストア内包）
- "コスパ・デポ"＝コスパ補給基地（インストア型店舗 ※旧ジーゾーン） - 店舗情報を参照。

### ジーストア
タブリエ・マーケティング株式会社が運営する"キャラクターグッズ ショッピングモール"。秋葉原、大阪、名古屋、仙台、福岡に実店舗を構えるほか、オンライン上でも「ジーストア・ドット・コム(GEE!STORE.com)」が展開している。
コンセプトは「キャラクター・ライフスタイルストア」。同グループ企業の株式会社コスパが展開する公式キャラクターグッズやアパレル、コスチュームをはじめ、他社のキャラクターグッズが販売されている。
コンセプトにある通り、Ｔシャツやパーカーをはじめとするアパレル、タオルやバッグ、アクリルキーホルダーといった雑貨など、日常の様々な場面で使えるキャラクターグッズが取り揃えられている。

#### ジーストア・アキバ
秋葉原（東京都千代田区外神田1丁目・オノデン本館4階）に所在し、ジーストアの実店舗の旗艦店となっている。
元々は外神田3丁目の秋葉原ガチャポン会館と同じ建物においてブロッコリーが運営していたゲーマーズスクエア店で、コスパとしては当初は2階に直営店を構えるだけだった。その後2001年にブロッコリーと関わりのあったコスパグループにゲーマーズスクエア店の運営が委譲され、5階にも店舗を設置し、6階の「カフェ・ド・コスパ」を「キュアメイドカフェ」へとリニューアル運営を開始した。2004年4月には全館の名称をジーストア・アキバとした。
2020年11月23日をもって前所在地での営業を終了、同年11月28日より現所在地であるオノデン本館4階に移転し、独立店舗として運営されてきた二次元コスパ・アキバ本店とコスパ秋葉原を集約した上でワンフロア体制に移行している。

#### ジーストア大阪
日本橋（大阪府大阪市中央区難波千日前7-7）

#### ジーストア名古屋
大須（愛知県名古屋市中区大須3-11-34）

#### ジーストア仙台
仙台（宮城県仙台市青葉区中央3丁目8-3 ピースビル仙台駅前）

#### ジーストア小倉
小倉（福岡県北九州市小倉北区浅野2丁目14番5号 あるあるCITY 5F）

#### GEE!STORE.com
ジーストアのオンラインショップ

### キュアメイドカフェ
キュアメイドカフェ（Cure maid café）はタブリエ・マーケティングが運営する喫茶店。現在のメイド喫茶の元祖である。
開店当初は上記ジーストア・アキバの6階に所在していたが、上述のジーストア・アキバのオノデンへの移転にあわせる形で、2020年12月12日に同じくオノデン本館4階に移転オープンした。
ゲーマーズスクエア店で、1999年からゲーム『Piaキャロットへようこそ!!』シリーズとのタイアップで始めた「Piaキャロレストラン」を不定期に運営したのが始まりで、2000年より「カフェ・ド・コスパ」として常設運営を開始、多様なコスプレを楽しめる店へと店舗形態を変更した。2001年に運営がコスパグループに委譲されるとともにリニューアルし、ウェイトレスの制服をメイド服に統一、落ち着いた雰囲気のある空間と「癒し」をコンセプトとした現在の店舗となった。
他のメイド喫茶に見られるような「萌え」を全面に出したサービスは行っておらず、落ち着いた雰囲気で飲食ができるようになっており、ウェイトレスの制服がメイド服であることを除けば、普通の喫茶店となっている。毎週土曜日の夜以降にはプロによる生のハープ・フルート・ヴァイオリン・キーボード演奏が行われるのも特色となっている。
その一方で、Piaキャロレストラン〜カフェ・ド・コスパの流れを引き継ぐ形で、各種アニメ・ゲームとのタイアップイベントとしてコラボカフェを実施、その作品にちなんだ特別メニューが出されるほか、作品の原画や設定資料、グッズなどが展示される。
メニューでは、カレーのチャンピオンのルーを使ったカレーライスを提供しており、東京都内ではチャンピオンのカレーが食べられる店の一つとなっている（チャンピオンの店舗としては麹町店と九段三番町店がある）。
また、アニメやゲーム、漫画作品などにもたびたび登場しいわゆる"聖地"としてもファンにとってなじみ深い場所となっている。

#### コラボカフェ

##### 2008年
『ハヤテのごとく！』キャンペーン 三千院家のお茶会(1月18日 - 27日)
ALICESOFT ハルカ発売記念キャンペーン(2月22日 - 3月2日)
『攻殻機動隊 STAND ALONE COMPLEX』カフェ(4月4日 - 20日)
『EVA』Cafe(4月25日 - 5月18日)
『BLASSREITER』カフェ(8月1日 - 10日)
『ゼロの使い魔』カフェ(7月25日 - 31日)
『グレンラガン』カフェ(8月22日 - 9月15日)
『セキレイ』カフェ(8月11日 - 17日)
『鉄のラインバレル』カフェ(10月3日 - 19日)
『ケータイ捜査官７』カフェ(11月1日 - 9日)
『ヒャッコ』カフェ(11月14日 - 24日)
『闘神都市III』発売記念！ハニワ浪漫(11月28日 - 12月7日)
『フェイト』カフェ(12月12日 - 21日)
『鉄のラインバレル』カフェ〜JUDAコーポレーション社員食堂〜(12月26日 - 28日)

##### 2009年
『マクロス』カフェ(2月7日 - 22日)
『ケータイ捜査官７』カフェ リターンズ(3月13日 - 29日)
『アルカナハート』カフェ(4月3日 - 12日)
劇場版 天元突破グレンラガン 螺巌篇 公開記念『グレンラガン』カフェ(4月24日 - 5月10日)
『戦国BASARA』カフェ＆茶屋(5月15日 - 31日)
『フェイト/アンリミテッドコード』カフェ(6月12日 - 21日)
『EVA』Cafe(6月24日 - 7月26日)
『鋼の錬金術師』カフェ(6月24日 - 7月26日)
sweet pool’cafe 〜eat sweet pool〜(9月18日 - 27日)
劇場版公開記念！『マクロスF』カフェ(11月13日 - 29日)
sweet pool cafe 〜meet sweet pool 本能祭〜(12月4日 - 13日)

##### 2010年
『バカとテストと召喚獣』カフェ(2月26日 - 3月14日)
『夏に奏でる僕らの詩』カフェ(3月19日 - 28日)
『D.C.〜ダ・カーポ〜』カフェ(4月2日 - 11日)
『迷い猫オーバーラン！』カフェ(4月16日 - 25日)
『文学少女』カフェ(4月28日 - 5月9日)
『EVA』Cafe(5月14日 - 6月6日)
『迷い猫オーバーラン！』カフェ(6月11日 - 20日)
『宇宙ショーへようこそ』カフェ(6月25日 - 7月11日)
『戦国BASARA弐』カフェ(7月13日 - 8月1日)
『みつどもえ』カフェ(8月6日 - 15日)
『コードギアス』カフェ(8月20日 - 8月31日)
『ケータイ捜査官７』カフェ ver3.0(9月3日 - 12日)
『Nitro+CHiRAL』Cafe(9月17日 - 26日)
『それでも町は廻っている』カフェ〜メイド喫茶「シーサイド」出張店〜(9月28日 - 10月3日)
『俺の妹がこんなに可愛いわけがない』カフェ(10月8日 - 17日)
『初音島』カフェ(10月22日 - 31日)
『マリア様がみてる』カフェ(11月5日 - 7日)
『STAR DRIVER＜スタードライバー＞』カフェ〜南十字学園編〜(11月12日 - 23日)
『夢喰いメリー』カフェ(12月3日 - 12日)
『ミルキィホームズ』カフェ〜ミルキィホームズ探偵学院カフェテリア〜(12月16日 - 23日)

##### 2011年
『君と一緒に』カフェ(1月14日 - 23日)
『STAR DRIVER＜スタードライバー＞』カフェ〜綺羅星十字団編〜(1月26日 - 2月6日)
『みつどもえ増量中！』カフェ(2月11日 - 20日)
劇場版マクロスF〜サヨナラノツバサ〜公開記念！『マクロスF』カフェ(2月25日 - 3月13日)
『シュタインズ・ゲート』カフェ(3月25日 - 4月3日)
『コミックジーン』カフェ(4月15日 - 24日)
『コードギアス』カフェ(4月28日 - 5月15日)
『ZONE-00』カフェ(5月18日 - 29日)
『花咲くいろは』カフェ(6月10日 - 26日)
『ベイビー・プリンセス』カフェ(7月20日 - 31日)
『ラブライブ！』カフェ(8月5日 - 14日)
『ゆるゆり』カフェ(8月19日 - 28日)
『Lily&Mosh from anim.o.v.e』カフェ(9月2日 - 11日)
『あの花』カフェ(9月16日 - 25日)
『境界線上のホライゾン』カフェ(9月30日 - 10月10日)
『ゆるゆり』カフェ(10月21日 - 11月6日)
アニメ『アイドルマスター』カフェ(11月11日 - 28日)
『ゼロの使い魔』カフェ(12月2日 - 11日)
『Lamento -BEYOND THE VOID-』カフェ(12月22日 - 31日)

##### 2012年
『ラストエグザイル』カフェ(1月20日 - 29日)
『ゼロの使い魔』カフェ(2月3日 - 12日)
『ラブライブ！』カフェ(2月17日 - 26日)
『ストライクウィッチーズ』カフェ(3月16日 - 25日)
『D.C.III〜ダ・カーポIII〜』カフェ(4月6日 - 15日)
『コードギアス』カフェ(4月20日 - 5月13日)
『あっちこっち』カフェ(5月18日 - 27日)
『ロボティクス・ノーツ』カフェ(6月8日 - 17日)
『這いよれ！ニャル子さん』カフェ(6月22日 - 7月1日)
『ゆるゆり』カフェ3(7月6日 - 22日)
『コードギアス 亡国のアキト』カフェ(7月27日 - 8月5日)
『境界線上のホライゾン』カフェII(8月10日 - 19日)
『アクセル・ワールド』カフェ(8月24日 - 9月2日)
『ソードアート・オンライン』カフェ(9月7日 - 17日)
『TARI TARI』カフェ(9月21日 - 30日)
『リトルバスターズ！』カフェ(10月5日 - 21日)
『おにあい』カフェ(11月2日 - 11日)
『ZONE-00』カフェ(11月16日 - 25日)
『てーきゅう』カフェ(12月7日 - 16日)

##### 2013年
『ラブライブ！』カフェ(1月25日 - 2月11日)
『閃乱カグラ』カフェ(3月1日 - 17日)
『劇場版 花咲くいろは HOME SWEET HOME』カフェ(3月29日 - 4月14日)
『STEINS;GATE 線形拘束のフェノグラム』カフェ(4月19日 - 5月6日)
『這いよれ！ニャル子さんW』カフェ(5月17日 - 6月2日)
『俺の妹がこんなに可愛いわけがない。』カフェ(6月14日 - 30日)
『高杉さん家のおべんとう』カフェ(7月5日 - 15日)
『てーきゅう』カフェ2期(7月19日 - 28日)
『ファンタジスタドール』カフェ(8月2日 - 18日)
『ローゼンメイデン』カフェ(8月23日 - 9月8日)
『コードギアス 亡国のアキト』カフェ(9月20日 - 29日)
『ダンガンロンパ 希望の学園と絶望の高校生 The Animation』カフェ(10月5日 - 20日)
『おしおき☆』カフェ(11月29日 - 12月1日)

##### 2014年
『リトルバスターズ！〜Refrain〜』カフェ(1月24日 - 2月11日)
『キルラキル』カフェ(3月14日 - 4月6日)
風薫る『ラブライブ！』カフェキャンペーン in AKIHABARA(4月25日 - 6月29日)
『Z/X（ゼクス）』カフェ(7月18日 - 27日)
『ご注文はうさぎですか？』×『キュアメイドカフェ』コラボカフェ「ご注文はキュアメイドですか？」(8月1日 - 17日)
『SERVAMP-サーヴァンプ-』カフェ(8月22日 - 31日)
『ハナヤマタ』カフェ(9月5日 - 15日)
『グラスリップ』カフェ(9月19日 - 28日)
『バディ・コンプレックス』カフェ(10月3日 - 13日)
『天体のメソッド』カフェ(11月14日 - 30日)
『ほめられてのびるらじおZ』カフェ(12月12日 - 28日)

##### 2015年
『劇場版 蒼き鋼のアルペジオ -アルス・ノヴァ- DC』カフェ(1月23日 - 2月8日)
『冴えない彼女の育てかた』カフェ(2月13日 - 22日)
『アイドルマスター シンデレラガールズ』×キュアメイドカフェ(3月27日 - 4月29日)
『銃皇無尽のファフニール』カフェ(5月1日 - 10日)
メイド喫茶干支 from 『えとたま』 with キュアメイドカフェ(5月15日 - 24日)
『パンチライン』カフェ(5月29日 - 6月7日)
『ラブライブ！The School Idol Movie』カフェ(6月13日 - 8月16日)
『Fate/kaleid liner プリズマ☆イリヤ ツヴァイ ヘルツ！』カフェ(8月21日 - 30日)
『ミナリンスキーバースデーカフェ』(9月11日 - 27日)
『劇場版 蒼き鋼のアルペジオ -アルス・ノヴァ- Cadenza』カフェ(10月2日 - 18日)
〜P.A.WORKS北陸青春3部作〜『true tears』『花咲くいろは』『グラスリップ』カフェ(10月23日 - 11月8日)
『バトルガール ハイスクール』星守メイドカフェへようこそ！(11月13日 - 23日)
『分島花音』×キュアメイドカフェ「カフェ ド ソレイユ」(11月25日 - 12月6日)
『緋弾のアリアAA』カフェ(12月18日 - 12月27日)

##### 2016年
劇場版『selector（セレクター） destructed WIXOSS』カフェ(2月11日 - 21日)
『蒼の彼方のフォーリズム』カフェinキュアメイドカフェ(2月26日 - 3月13日)
『Dimension W』カフェ(3月18日 - 4月3日)
『少女たちは荒野を目指す』カフェ(4月8日 - 24日)
『Re：ゼロから始める異世界生活』カフェ(6月24日 - 7月3日)
『魔法女子☆セイレーン』コラボカフェMoonlight Cafeへようこそ☆(7月8日 - 18日)
『Fate/kaleid liner プリズマ☆イリヤ ドライ！！』カフェ(8月5日 - 21日)
『ダンガンロンパ３ -The End of 希望ヶ峰学園-』カフェ(8月26日 - 10月2日)
『Maus™/マウス™』誕生45周年記念 キュアメイドカフェ ドイツフェア2016(10月7日 - 月16日)
『ブブキ・ブランキ 星の巨人』カフェ(10月21日 - 30日)
『バトルガール ハイスクール』アキバ de 学園祭♡星守メイドカフェ(11月2日 - 30日)
『ステラのまほう』カフェ(12月9日 - 18日)
『魔法少女育成計画』カフェ

##### 2017年
『星恋＊ティンクル』カフェ　(3月3日 - 12日)
『幼女戦記』カフェ 帝国式給食・秋葉原試食会(3月17日 - 4月2日)
喫茶ナインボール 秋葉原出張所 -『9ここいろ』×キュアメイドカフェ-(4月7日 - 23日)
『冴えない彼女の育てかた♭』カフェ(4月28日 - 5月14日)
『ソードアート・オンライン』カフェ(5月19日 - 6月4日)
『ロクでなし魔術講師と禁忌教典』カフェ(年6月23日 - 7月2日)
映画『ノーゲーム・ノーライフ ゼロ』カフェ(7月7日 - 17日)
『ひなこのーと』×キュアメイドカフェ「喫茶ひととせ 秋葉原出張店」(7月21日 - 30日)
『NEW GAME!!』カフェ(2017年8月4日 - 20日)
『劇場版 Fate/kaleid liner プリズマ☆イリヤ 雪下の誓い』カフェ(8月25日 - 9月3日)
『ようこそ実力至上主義の教室へ』カフェ〜自立への大いなる一歩は満足なる胃にあり。〜(9月8日 - 18日)
『メイドインアビス』カフェ (9月22日 - 10月1日)
キュアメイドカフェ ドイツフェア2017 (10月20日 - 29日)
『ネト充のススメ』カフェ (11月3日 - 12日)
『少女終末旅行』カフェ (12月8日 - 17日)
『ほめられてのびるらじお』10周年記念カフェ (12月22日 - 2018年1月8日)

##### 2018年
『BEATLESS』カフェ (1月19日 - 28日)
『ハクメイとミコチ』カフェ (2月2日 - 18日)
『オーバーロードII』カフェ (2月23日 - 3月11日)
『宇宙よりも遠い場所』カフェ (3月16日 - 25日)
『刀使ノ巫女』カフェ (3月30日 - 4月15日)
『フルメタル・パニック！IV』カフェ (4月27日 - 5月6日)
『多田くんは恋をしない』カフェ (5月18日 - 27日)
『クリユニ』カフェ (6月1日 - 10日)
『ありすorありす』カフェ (6月15日 - 24日)
『ヒナまつり』カフェ (6月27日 - 7月8日)
『One Room セカンドシーズン』カフェ (7月13日 - 22日)
『シュタインズ・ゲート ゼロ』カフェ (7月27日 - 8月19日)
『劇場版 のんのんびより ばけーしょん』カフェ (8月24日 - 9月2日)
『はるかなレシーブ』カフェ (9月7日 - 17日)
『ちおちゃんの通学路』エクストリームカフェ (9月21日 - 30日)
『あそびあそばせ』カフェ (9月21日 - 30日)
『Re：ゼロから始める異世界生活 Memory Snow』カフェ (10月5日 - 14日)
『ロード オブ ヴァーミリオン 紅蓮の王』カフェ (10月19日 - 28日)
『やがて君になる』カフェ (11月2日 - 11日)
『俺が好きなのは妹だけど妹じゃない』カフェ (11月16日 - 25日)
『うちのメイドがウザすぎる！』カフェ (12月7日 - 16日)
『Fate/kaleid liner プリズマ☆イリヤ』 Anniversary live event ”Prisma☆Klangfest 〜kaleidoscope〜” カフェ (12月21日 - 30日)

##### 2019年
劇場版総集編『メイドインアビス』カフェ (1月11日 - 20日)
『私に天使が舞い降りた！』カフェ (1月25日 - 2月3日)
劇場版『幼女戦記』カフェ 帝国式給食・第二回秋葉原試食会 (2月8日 - 17日)
『魔法少女特殊戦あすか』カフェ 〜メイド喫茶「三津矢」秋葉原支店〜 (2月22日 - 3月3日)
喫茶『ラヴアール』 (3月14日 - 31日)
『ダンジョンに出会いを求めるのは間違っているだろうか』カフェ 〜豊穣の女主人 キュアメイドカフェ出張所〜 (4月5日 - 14日)
『異世界かるてっとかふぇ』 (4月26日 - 5月12日)
『ストライクウィッチーズ 501部隊発進しますっ！』カフェ (5月17日 - 6月2日)
『世話やきキツネの仙狐さん』カフェ (6月7日 - 23日)
『ありふれた職業で世界最強』カフェ (6月28日 - 7月15日)
『Fate/kaleid liner Prisma☆Illya プリズマ☆ファンタズム』カフェ (7月19日 - 8月4日)
『変好きカフェ』〜可愛ければ変態でも一緒にお茶してくれますか？〜 (8月9日 - 18日)
『映画 この素晴らしい世界に祝福を！ 紅伝説』カフェ (8月23日 - 9月8日)
『アズールレーン』カフェ〜ベルちゃんのどたばたメイド修行〜 (9月13日 - 10月6日)
『慎重勇者〜この勇者が俺TUEEEくせに慎重すぎる〜』カフェ (10月11日 - 20日)
『戦×恋（ヴァルラヴ）』カフェ (10月25日 - 11月4日)
『Re:ゼロから始める異世界生活 氷結の絆』公開記念「Re:ゼロから始める異世界生活」カフェ (11月8日 - 12月1日)
『神田川JET GIRLS』カフェ (12月13日 - 29日)

##### 2020年
劇場版『メイドインアビス 深き魂の黎明』カフェ (1月17日 - 2月2日)
『少年画報社』×キュアメイドカフェ Valentine'sコラボカフェ (2月7日 - 24日)
『恋する小惑星』カフェ〜ジオカフェ 秋葉原出張所〜　(2月28日 - 3月15日)
『異世界かるてっと2』かふぇ　(3月20日 - 4月19日)
『オーバーラップ』7周年記念コラボカフェ　(6月19日 - 7月5日)
『放課後ていぼう日誌』カフェ　(7月10日 - 26日)
『Re:ゼロから始める異世界生活 2nd season』カフェ　(7月31日 - 8月23日)
『Summer Pockets REFLECTION BLUE』カフェ　(8月28日 - 9月13日)
『東方Project』×キュアメイドカフェ 博麗神社〜秋祭り2020(9月16日 - 10月11日)
『ひぐらしのなく頃に』カフェ(10月16日 - 11月1日)
『おちこぼれフルーツタルト』カフェ(11月6日 - 23日)
『くまクマ熊ベアー』カフェ(12月18日 - 2021年1月11日)

##### 2021年
『魔女の旅々』カフェ(1月15日 - 31日)
『蒼の彼方のフォーリズム』〜バレンタインコラボカフェ〜(2月11日 - 3月7日)
『EVANGELION』×キュアメイドカフェ(3月19日 - 4月11日)
『のんのんびより のんすとっぷ』かふぇ(4月16日 - 25日)
『東方Project』×キュアメイドカフェ 博麗神社〜春祭り2021 カフェ(5月1日 - 5月16日)
『究極進化したフルダイブRPGが現実よりもクソゲ－だったら』テイクアウトカフェ(5月14日 - 6月6日)
『幼なじみが絶対に負けないラブコメ』カフェ(5月21日 - 6月6日)
『戦闘員、派遣します！』カフェ(6月11日 - 6月27日)
『蜘蛛ですが、なにか？』テイクアウトカフェ(6月18日 - 7月4日)
『ひぐらしのなく頃に 卒』カフェ(7月2日 - 7月18日)
『あの花』カフェ〜10thアニバーサリー〜(7月22日 - 8月9日)
『Fate/Grand Order -終局特異点 冠位時間神殿ソロモン-』TAKE OUT CAFE in CURE MAID CAFE’(7月17日 - 8月15日)
『VA購買部出張所2021』開催記念 Keyカフェ(8月13日 - 8月29日)
劇場版『きんいろモザイクThank you!!』テイクアウトコラボカフェ(8月20日 - 9月5日)
劇場版『Fate/kaleid liner プリズマ☆イリヤ Licht 名前の無い少女』カフェ(9月3日 - 9月20日)
『探偵はもう、死んでいる。』カフェ(9月23日 - 10月10日)

## ジーストア 主催イベント

### 『ドキドキ★ビジュアル★展覧会』
芳文社発行のドキドキ☆ビジュアル4コマ誌『まんがタイムきらら』関連作品の展示イベント。
複製原画やキャラクターのスタンディパネルなどの展示をおこなっているほか、関連グッズや書籍の販売、限定特典プレゼントキャンペーンなどを展開。メインとなるピックアップ作品は開催毎に異なる。

#### ・第1回(2015年)
<作品>
『NEW GAME!』（得能正太郎・著／「まんがタイムきららキャラット」連載）
『幸腹グラフィティ』（川井マコト・著／「まんがタイムきららミラク」連載）
『レーカン!』（瀬田ヒナコ・著／「まんがタイムジャンボ」連載）
『きんいろモザイク』（原悠衣・著／「まんがタイムきららMAX」連載）※秋葉原会場のみ
『がっこうぐらし!』（原作：海法紀光（ニトロプラス）、作画：千葉サドル／「まんがタイムきららフォワード」連載）※秋葉原会場のみ
<会場>
4月4日 - 5月10日：ジーストア大阪 ANNEX
5月23日 - 6月28日：WonderGOO名古屋大須店(ジーストア名古屋2階)
7月18日 - 8月16日：COSPA ASIA 幕張新都心店
8月22日 - 9月6日：13式催事空間(ジーストア・アキバ5階)

#### ・第2回(2017年)
<作品>
『NEW GAME!』（得能正太郎・著／「まんがタイムきららキャラット」連載）
『ブレンド・S』（中山幸・著／「まんがタイムきららキャラット」連載）
『サクラクエスト』
<会場>
5月13日 - 6月4日：WonderGOO名古屋大須店"GOOst(グースタ)" (ジーストア名古屋2階)
6月24日 - 7月17日：ジーストア大阪 ANNEX
7月22日 - 8月13日：ジーストア福岡

#### ・第3回(2018年)
<作品>
『ゆるキャン△』（あfろ・著「まんがタイムきららフォワード」連載）
『こみっくがーるず』（はんざわかおり・著「まんがタイムきららMAX」連載）
<会場>
4月26日 - 5月27日：エンタバアキバ by WonderGOO/SHINSEIDO
6月2日 - 6月17日：WonderGOO名古屋大須店"GOOst(グースタ)" (ジーストア名古屋2階)
6月23日 - 7月16日：ジーストア大阪

#### ・第4回(2018年)
<作品>
『はるかなレシーブ』（如意自在・著／「まんがタイムきららフォワード」連載）
『アニマエール!』（卯花つかさ・著／「まんがタイムきららキャラット」連載）
<会場>
9月22日 - 10月14日：ジーストア大阪
10月20日 - 11月11日：エンタバアキバ by WonderGOO/SHINSEIDO
11月17日 - 12月9日：WonderGOO名古屋大須店"GOOst(グースタ)" (ジーストア名古屋2階)

#### ・第5回(2019年)
<作品>
『スローループ』（うちのまいこ・著／「まんがタイムきららフォワード」連載）
『まちカドまぞく』（伊藤いづも・著／「まんがタイムきららキャラット」連載）
『ご注文はうさぎですか?』（Koi・著／「まんがタイムきららMAX」連載）
『恋する小惑星』（Quro・著／「まんがタイムきららキャラット」連載）※秋葉原会場のみ
<会場>
9月14日 - 10月6日：ジーストア大阪ANNEX
11月23日 - 12月15日：ジーストア名古屋
2020年1月18日 - 2月2日：13式催事空間(ジーストア・アキバ5階)

#### ・第6回(2020年)
<作品>
『おちこぼれフルーツタルト』（浜弓場 双・著／「まんがタイムきららキャラット連載」）
『ぼっち・ざ・ろっく!』（はまじあき・著／まんがタイムきららMAX連載）
『きんいろモザイク Best wishes』（原悠衣・著／「まんがタイムきららMAX」連載）
<会場>
10月3日 - 18日：ジーストア名古屋
10月24日 - 11月8日：ジーストア仙台
11月28日 - 12月13日：ジーストア大阪
12月19日 - 2021年1月17日：ジーストア・アキバ

#### ・第7回(2021年)
<作品>
『RPG不動産』（険持ちよ・著／まんがタイムきららキャラット連載）
『ぬるめた』（こかむも・著／まんがタイムきららMAX連載）
『ゆるキャン△』（あfろ・著／COMIC FUZ連載）
『mono』（あfろ・著／まんがタイムきららキャラット連載）
<会場>
7月22日 - 8月8日：ジーストア仙台
8月14日 - 8月29日：カイダンギャラリー(ジーストア・アキバ)
9月4日 - 9月20日：ジーストア小倉
9月25日 - 10月10日：ジーストア大阪
10月16日 - 10月31日：ジーストア名古屋

### 『日本ファルコム 創立40周年展』(2021年)
2021年3月に創立40周年を迎えた日本ファルコムを祝して「日本ファルコム創立40周年展」を開催。
アトレ秋葉原を皮切りに、大阪・守谷・仙台・福岡にて、さまざまな展示・企画で日本ファルコムの魅力紹介するイベントを実施した。
ファンはもちろん、未体験の方も楽しめる、展示や応援企画、関連商品販売、購入特典などが揃っている。
<会場>
7月22日 - 8月15日：秋葉原会場／アトレ秋葉原3Fコスパ・トラベリング・デポ
8月21日 - 8月31日：大阪会場／ジーストア大阪
9月11日 - 10月3日：守谷会場／WonderGOO 守谷店
以降、仙台・名古屋・福岡地区でも開催予定。